# Tòdor Jívkov
Tòdor Hrístov Jívkov, búlgar: Toдор Xpиcтoв Живков, pronunciació AFI ˈtɔdɔr ˈxristɔf ˈʒifkɔf , habitualment transcrit Todor Zhivkov - 7 de setembre de 1911 - 5 d'agost de 1998) fou un polític búlgar.
Neix en una família camperola pobra de Pravetz. En la seva joventut, "Tato" (com també se'l coneixia), es trasllada a Sofia buscant feina i aquí s'afilia al Komsomol, dins l'ala juvenil del Partit Comunista Búlgar el 1932. Va anar escalant llocs dins del partit, des d'on va tenir una activa participació en el moviment de resistència antinazi (Exèrcit Insurgent d'Alliberament Popular).
Va ingressar al Politburó el 1951 i va ser elegit secretari general del PCB el 4 març de 1954, i fou el líder més jove dels països de l'Europa oriental. El 1962, va ser nomenat president del govern de Bulgària i el 1971 va passar a ocupar la Prefectura de l'estat.
El 1965 va resistir un intent colpista perpetrat per oficials de l'exèrcit i opositors del seu govern, del qual en va sortir victoriós; això el va convertir en el dirigent dels països de l'Europa oriental que més anys va durar en el seu càrrec, però el 10 de novembre del 1989, en temps d'agitació política a tota l'Europa socialista,després d'un cop d'estat definitiu, és destituït i expulsat del PCB. A l'any següent, seria detingut i processat per abús de poder i malversació de fons públics; se li va imposar una pena de 7 anys. El gener del 1994, Jívkov rebutja un indult ofert i a causa de la falta de contundència de les proves en contra, el Tribunal Suprem el va absoldre dels càrrecs el febrer de 1996.
El 5 d'agost del 1998 Jívkov moria a causa d'una pneumònia.
Des de principi de la dècada dels 50, el sector industrial búlgar va créixer ràpidament; la majoria dels actuals complexos industrials d'aquesta nació balcànica, com el de Kremikovtsi o Txervena Mogila van ser construïts en el seu temps. La primera i única planta nuclear, a Kozloduy, va ser construïda el 1970, els 6 reactors que la componen van ser acabats en menys de 5 anys. Des de 1975, el país va tenir grans avenços en alta tecnologia com l'exploració espacial i els ordinadors. El 10 abril de 1979, Bulgària va llançar Gueorgui Ivanov, el seu primer cosmonauta a l'espai exterior (afavorit pel programa soviètic Intercosmo). En la dècada dels 80, comença la construcció massiva d'ordinadors marca "Pravets" d'ús domèstic, i Bulgària fou el primer país del món a fabricar-los.
Des de 1989, l'eficiència industrial i productiva búlgara va caure dràsticament.
Sota el seu règim, Bulgària es va identificar sempre per ser el país ideològicament més afí i lleial a la Unió Soviètica; el 31 maig de 1977, rep el nomenament d'heroi de la Unió Soviètica, màxima condecoració que l'URSS atorgava.
El seu llibre més important és El triomf del socialisme a Bulgària.
Al llarg del seu període de poder, Tòdor Jívkov i els seus mals modals el va convertir en el blanc de moltes burles acerbes i acudits en els mitjans urbans de Bulgària. El DS temia que la policia secreta perseguís els qui li havien fet acudits polítics. El seu sobrenom era "bai Toix" (aproximadament, "el vell oncle Toix"), o de tant en tant (i posterior) "Tato" (una paraula dialectal per a "pare" o "Pop"). Markov explica una història de com un dibuixant retrata Jívkov en un diari popular i modifica la seva signatura perquè s'assembli a un porc, però no van perseguir-lo. Encara que un grapat de dissidents satírics com Radoi Ralin gaudien d'una certa rellevància popular, molts d'altres van ser declarats culpables de "calúmnies" o de "vandalisme" per atrevir-se a ridiculitzar l'autoritat.
Jívkov sobreviu a la ruptura sinosoviètica, a la caiguda de Khrusxov a la darreria de 1964, i a un intent de cop d'estat estalinista-maoista el 1965; la mort de la seva filla Liudmila Jívkova es produí el 1981 i també la mort de Bréjnev el 1982.
Si bé la política econòmica de Jívkov va ser un gran èxit, el seu col·lapse després de la seva caiguda fa que sigui qüestionable que l'economia estigués realment desenvolupada. El veredicte més eloqüent sobre la regla Jívkov i les seves conseqüències és el "problema demogràfic". La seva política musulmana va produir un efecte diametralment oposat al que ell pretenia.